# Helylux
Helylux est un système de balisage lumineux portable et autonome destiné à sécuriser les atterrissages et les décollages d'hélicoptères. Il permet les opérations de secours héliportés de nuit sur toute zone où le système Helylux est déployé au sol.
Inventé, conçu et breveté à l'international par Luc Malhomme, un pilote professionnel d'hélicoptère français, ce système permet d'étendre les opérations de secours héliportés après le coucher du soleil et pendant toute la nuit, si nécessaire.
Générant une lumière froide compatible avec les jumelles de vision nocturne dont les pilotes sont aujourd'hui équipés, Helylux est le premier système de balisage lumineux conçu dès l'origine pour les besoins exclusifs des pilotes d'hélicoptères.
Autonome en énergie, il permet l'envoi d'un soutien héliporté massif sur tout théâtre d'opération, même sur des zones dépourvues d'électricité après des phénomènes climatiques majeurs, tempêtes, tsunamis ou autres.